# 朗特里噬菌体科
朗特里噬菌体科（学名：Rountreeviridae）是有尾噬菌体目下的一个科。

## 下属分类
本科包括以下属：
- Copernicusvirus
- Minhovirus